# Lanceloot Blondeel

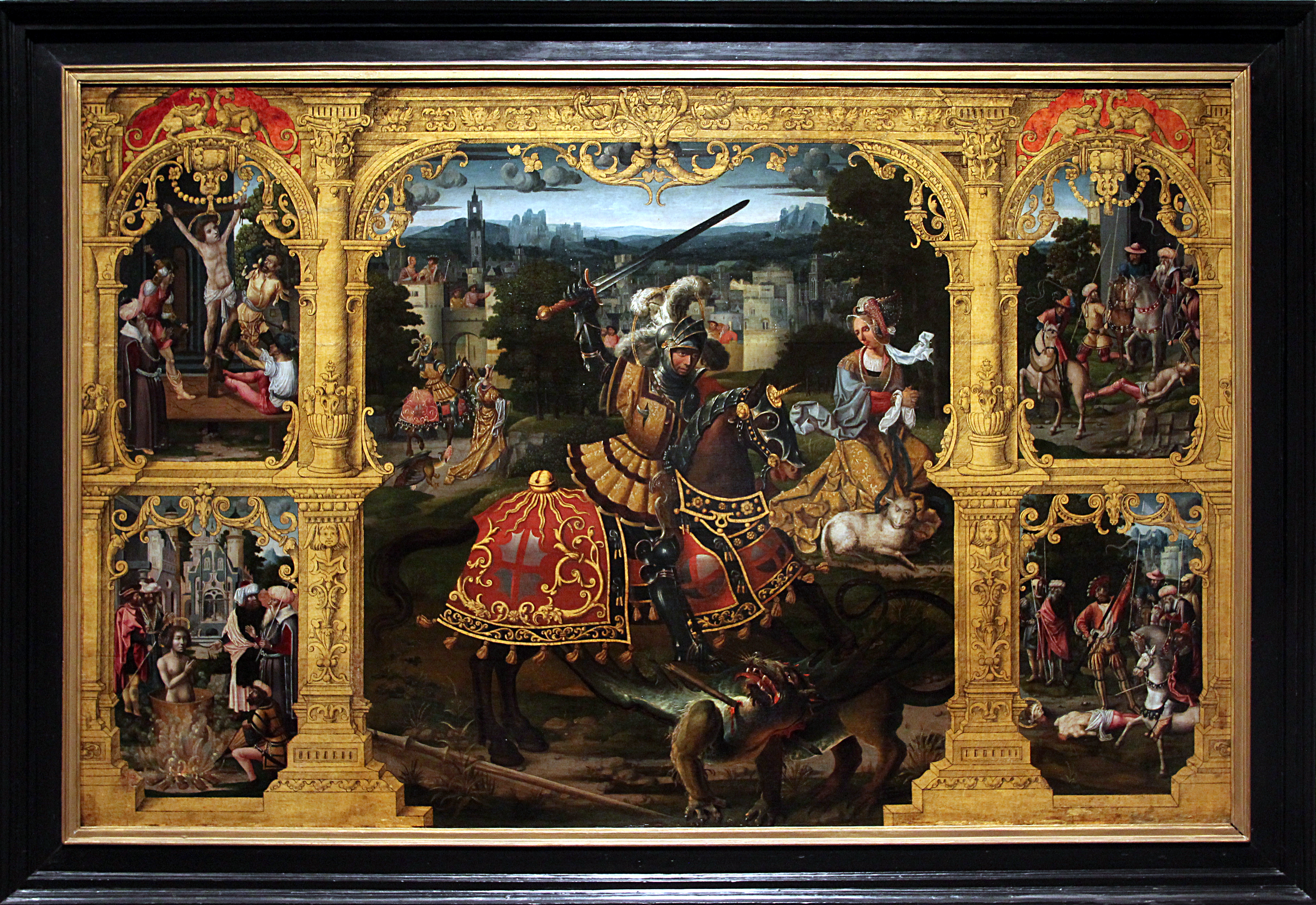
Legende van de heilige Joris (ca. 1535-1540).

Lanceloot (of Lancelot) Blondeel (Poperinge, 1496 - Brugge, 4 maart 1561) was een Vlaams kunstschilder, bouwkundige, meetkundige en cartograaf.

## Leven
Blondeel behoorde tot de kunstenaars van de renaissance. In 1549 richtte hij naar aanleiding van de blijde intrede van keizer Karel V in Brugge twee triomfbogen naar Romeins voorbeeld op: de Archz triomphaux en de Eschaffaulx. Ook ontwierp hij een kanaal dat Brugge verbond met de zee, een project dat de Brugse handel sterk bevorderde. Daarnaast schilderde Lanceloot Blondeel vooral godsdienstige motieven.
Het is bekend dat hij een dochter had, genaamd Anna, die later trouwde met zijn leerling Pieter Pourbus.

## Werken

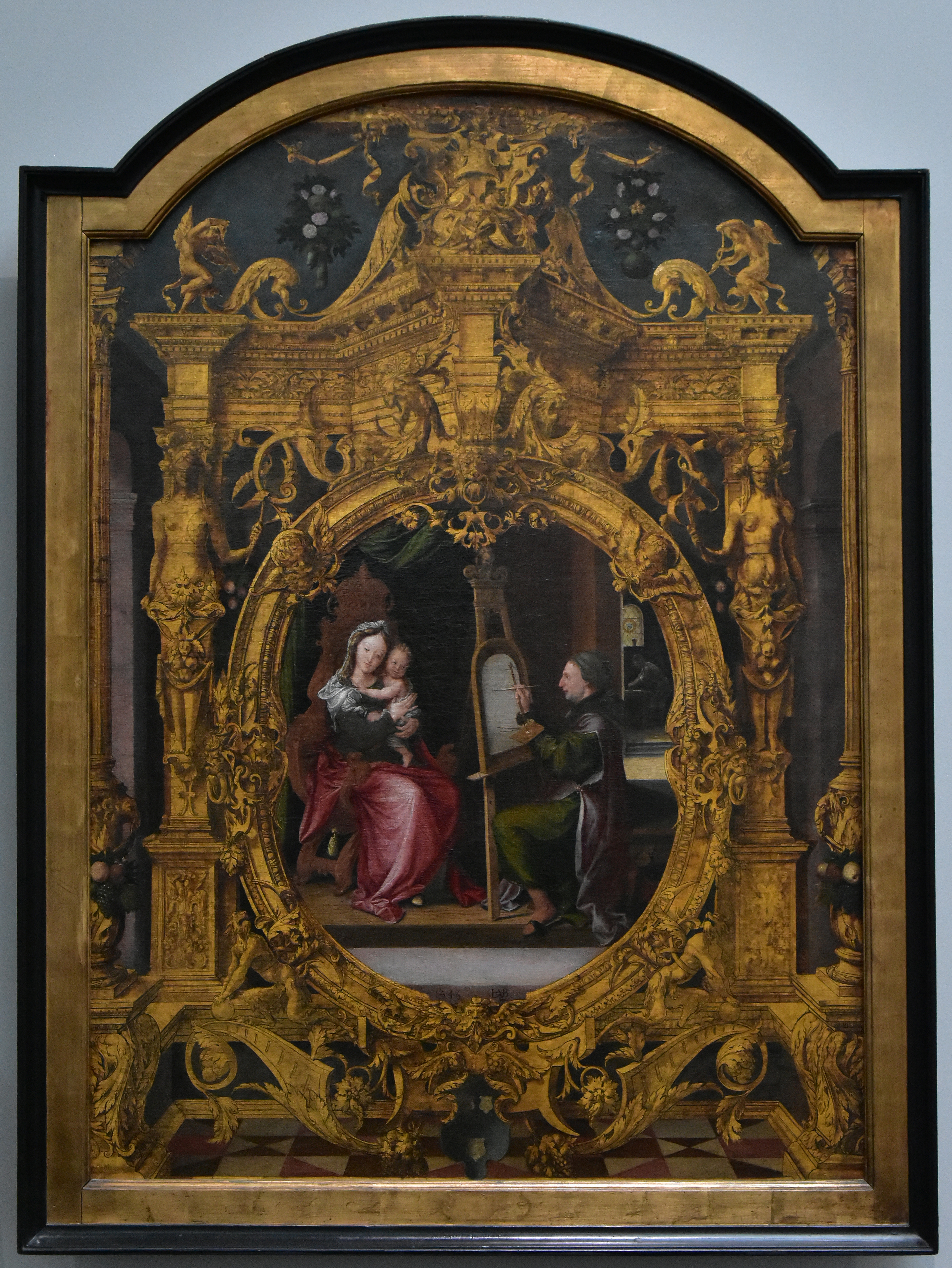
Heilige Lucas schildert de Madonna

Enkele schilderijen van Blondeel worden bewaard in Brugge.
- In het Groeningemuseum:
  - Legende van de heilige Joris, circa 1535-1540, olieverf op paneel
  - Heilige Lucas schildert de Madonna, 1545, olieverf op doek, met een weelderige groteskenlijst in goud en bruin die het tafereel omlijst
  - De dood van Marcus Licinius Crassus, circa 1548-1558, olieverf op paneel
- In de Sint-Salvatorskathedraal:
  - Madonna tussen de HH. Eligius en Lucas, 1545, olieverf op doek, toont de patroonheiligen van respectievelijk de zadelmakers- en beeldsnijdersgilden. Dit werk is opgenomen in de lijst van het roerend cultureel erfgoed van de Vlaamse Gemeenschap.[2]
- In de Sint-Jakobskerk:
  - Legende van de HH. Cosmas en Damianus, 1523, olieverf op doek. Het vroegste bekende schilderij van Blondeel toont de beschermheiligen van de gilden van de chirurgijns en barbiers. Dit werk is ook opgenomen in de lijst van het roerend cultureel erfgoed van de Vlaamse Gemeenschap.[2]